# البدندون
البَدَنْدوُن أو البَذندُون أو بوزانتي (بالتركية: Pozantı) (باليونانية: Πενδοσις)‏ هي بلدية ومنطقة في مقاطعة أضنة، تركيا. مساحتها 899 كم 2، يبلغ عدد سكانها 19,852 نسمة (2022). وتقع المدينة في مرتفعات تشوكوروفا، وهي بوابة رئيسية لسواحل البحر الأبيض المتوسط، تقع البدندون في سفوح التلال، في الجزء السفلي من أحد الممرات القليلة عبر الجبال. العمدة هو مصطفى تشاي (من حزب الحركة القومية).

## تاريخ
كان لبوزانتي عدد من الأسماء، في العصور القديمة كانت بيندونسيس، شائعة في العهد الإغريقي، وعُرِّبت عند العرب البدندون أو البذندون، وأخيرًا بوزانتي باللغة التركية.
تقف البدندون عند مدخل ممر عبر جبال طوروس، وكانت ذات أهمية استراتيجية، باعتبارها البوابة بين سهل الأناضول المرتفع وسهل قيليقية أو تشوكوروفا والشرق الأوسط مِن خلفها، لقد تغير حُكام البدندون على مرور التاريخ بدءًا من الحثيين والفرس والإسكندر الأكبر وروما وبيزنطة، كما كانت نقطة تمركز لجيش الخلافة العباسية أثناء حربها ضد البيزنطيين، وخاصةً في زمن الخليفة عبد الله المأمون، وتبعها بعد ذلك وقوعها تحت سيطرة الأتراك بعد معركة ملاذكرد عام 1071. خلال الحروب الصليبية، عادت السيطرة على الممر إلى البيزنطيين، ثم مملكة قيليقية الأرمنية والمماليك، قبل أن يتم وضعها أخيرًا تحت السيطرة العثمانية على يد سليم الأول في عام 1517، وأخيرًا ورثتها الدولة التركيَّة.
تُعتبر البدندون مدينة عاصِفة وكئيبة، وكانت في معظم تاريخها عبارة عن حصن ومنازل على جانب الطُرُق، ولكن بدأ عدد أكبر من الناس يعيشون في المنطقة بشكل دائم عندما تم بناء السكك الحديدية في عام 1917، ومع ذلك، لا يزال مرور التجارة على الطريق محركًا رئيسيًا للاقتصاد المحلي.
يوجد 21 حيًا في منطقة بوزانتي
 

## مواصلات
يوجد محطة للسكك الحديدية في البدندون، تخدمها ثلاث خدمات خطوط رئيسية، تربط البدندون بأضنة، نيدا، قيصرية، أنقرة وقرمان.
باعتبارها البوابة إلى تشوكوروفا، تعد البدندون نقطة توقف للعديد من شركات الحافلات التي تدير طرقًا من وسط الأناضول إلى تشوكوروفا وإلى الشرق.

## المعالم
المبنى التاريخي الوحيد في وسط المدينة هو مسجد ونافورة الجنرال العثماني سيء السمعة جمال باشا السفاح، والذي تم بناؤه عام 1919 وتم تجديده وتوسيعه منذ ذلك الحين. وعند مدخل الممر، توجد قلاع أنهشا القديمة والجديدة.
تقع مساكن إبراهيم باشا، وهي بقايا حصن يعود تاريخه إلى القرن التاسع عشر، على تلة تسمى تيكير، بجوار الطريق السريع الحديث دي.750. كما تقع أنقاض مدينة فينيزي البيزنطية بالقرب من قرية أشجيبكيرلي. تم العثور على المزيد من الآثار بالقرب من قرية كاميشلي في المروج العالية (يايلا) في أورين وأسار.